# Panela da Caloura
A Panela da Caloura é uma formação geológica portuguesa localizada na freguesia de Água de Pau, concelho da Lagoa, ilha de São Miguel, arquipélago dos Açores.
Esta cavidade apresenta uma geomorfologia de origem vulcânica em forma de gruta de erosão.
Este acidente geológico apresenta altura máxima de 18 m.